# Aecidium scabiosae
Aecidium scabiosae är en svampart som beskrevs av Dozy & Molk. 1882. Aecidium scabiosae ingår i släktet Aecidium, ordningen Pucciniales, klassen Pucciniomycetes, divisionen basidiesvampar och riket svampar.   Inga underarter finns listade i Catalogue of Life.